# 실버 세이블
실버 세이블(영어: Silver Sable)은 마블 코믹스의 등장인물이다. 본명은 실버 사블리노바(Silver Sablinova)로 동유럽 발칸반도에 있다는 가상 국가 심카리아(Symkaria) 출신의 용병 겸 암살자이다. 은색 머리카락이 특징이며 아버지가 결성한 범죄 조직 와일드 팩의 리더이다. 실버 세이블 인터내셔널이라는 보안 서비스 회사를 설립했으며 이는 심카리아의 주된 수입원이 됐다. 또한 실버 세이블은 스파이더맨의 악당으로 처음 등장했지만 용병으로서 다른 슈퍼히어로들과 협력할 때도 있다. 무술에 능통하며 총기, 칼 등 각종 무기를 다루는 능력이 출중하다. 주로 사무라이 칼(카타나)을 사용한다. 1985년 6월 《어메이징 스파이더맨》 265호에 처음 등장했고, 톰 데팔코와 론 프렌즈가 공동 창작하였다.

## 담당 성우

### TV 애니메이션
- 스파이더맨(1994) - 미라 펄런
- 스파이더맨: 뉴 애니메이티드 시리즈(2003) - 버지니아 매드슨
- 스펙태큘러 스파이더맨(2008) - 니키 콕스

### 비디오 게임
- 얼티밋 스파이더맨(2005) - 제니퍼 헤일(얼티밋 실버 세이블)
- 스파이더맨: 뉴욕 전투(2006) - 제니퍼 헤일
- 스파이더맨: 친구 또는 적(2007) - 제니퍼 헤일
- 스파이더맨: 섀터드 디멘션(2010) - 제니퍼 헤일
- 스파이더맨 언리미티드(2015) - 메리 엘리자베스 맥글린